# Divize D 1997/1998
V soubojích 33. ročníku Moravskoslezské divize D 1997/98 (jedna ze skupin 4. fotbalové ligy) se utkalo 16 týmů každý s každým dvoukolovým systémem podzim–jaro. Tento ročník začal v srpnu 1997 a skončil v červnu 1998.

## Nové týmy v sezoně 1997/98
- Z MSFL 1996/97 nesestoupilo do Divize D žádné mužstvo.
- Z Jihomoravského župního přeboru 1996/97 postoupilo vítězné mužstvo TJ BOPO Třebíč a TJ Slavoj Velké Pavlovice (2. místo).
- Ze Středomoravského župního přeboru 1996/97 postoupilo vítězné mužstvo FCS Mysločovice a 1. FC Polešovice (2. místo).

## Kluby podle žup
- Středomoravská (8): FC Elseremo Brumov, 1. FC Polešovice, FK Svit Zlín „B“, FCS Mysločovice, FC TVD Slavičín, TJ Trnava, TJ Dolní Němčí, FC Veselí nad Moravou.
- Jihomoravská (7): FC Roubina Dolní Kounice, FC Dosta Bystrc-Kníničky, TJ Slavoj Velké Pavlovice, ČAFC Židenice Brno, TJ BOPO Třebíč, FC ŽĎAS Žďár nad Sázavou, TJ Svitavy.
- Hanácká (1): SK LeRK Prostějov „B“

## Konečná tabulka
Zdroj: 
| Poř. | Tým                           | Z  | V  | R  | P  | VG | OG | B  |
| ---- | ----------------------------- | -- | -- | -- | -- | -- | -- | -- |
| 1.   | FC Roubina Dolní Kounice      | 30 | 18 | 7  | 5  | 67 | 32 | 61 |
| 2.   | FC Elseremo Brumov            | 30 | 19 | 4  | 7  | 62 | 31 | 61 |
| 3.   | 1. FC Polešovice (N)          | 30 | 16 | 5  | 9  | 43 | 41 | 53 |
| 4.   | TJ BOPO Třebíč (N)            | 30 | 14 | 7  | 9  | 45 | 36 | 49 |
| 5.   | FC Dosta Bystrc-Kníničky      | 30 | 14 | 5  | 11 | 49 | 44 | 47 |
| 6.   | FK Svit Zlín „B“              | 30 | 12 | 10 | 8  | 49 | 27 | 46 |
| 7.   | FCS Mysločovice (N)           | 30 | 12 | 7  | 11 | 39 | 43 | 43 |
| 8.   | TJ Slavoj Velké Pavlovice (N) | 30 | 12 | 4  | 14 | 40 | 49 | 40 |
| 9.   | FC TVD Slavičín               | 30 | 11 | 6  | 13 | 47 | 55 | 39 |
| 10.  | TJ Trnava                     | 30 | 8  | 12 | 10 | 43 | 49 | 36 |
| 11.  | SK LeRK Prostějov „B“         | 30 | 9  | 8  | 13 | 47 | 50 | 35 |
| 12.  | ČAFC Židenice Brno            | 30 | 9  | 7  | 14 | 44 | 51 | 34 |
| 13.  | TJ Svitavy                    | 30 | 8  | 10 | 12 | 31 | 43 | 34 |
| 14.  | TJ Dolní Němčí                | 30 | 8  | 9  | 13 | 31 | 47 | 33 |
| 15.  | FC Veselí nad Moravou         | 30 | 7  | 6  | 17 | 30 | 47 | 27 |
| 16.  | FC ŽĎAS Žďár nad Sázavou      | 30 | 7  | 5  | 18 | 36 | 58 | 26 |

Poznámky:
- Z = Odehrané zápasy; V = Vítězství; R = Remízy; P = Prohry; VG = Vstřelené góly; OG = Obdržené góly; B = Body; (S) = Mužstvo sestoupivší z vyšší soutěže; (N) = Mužstvo postoupivší z nižší soutěže (nováček)
- O pořadí na 1. a 2. místě rozhodla bilance vzájemných zápasů: Dolní Kounice - Brumov 3:1, Brumov - Dolní Kounice 2:1[1]
- O pořadí na 12. a 13. místě rozhodla bilance vzájemných zápasů: Židenice - Svitavy 4:0, Svitavy - Židenice 2:0[1]
- Klub TJ Trnava po sezoně prodal divizní licenci Slušovicím

|  | Postup do MSFL 1998/99                             |
|  | Přechod do Divize E 1998/99                        |
|  | Sestup do Jihomoravského župního přeboru 1998/99   |
|  | Sestup do Středomoravského župního přeboru 1998/99 |